# Eldar Riazànov
Eldar Aleksàndrovitx Riazànov (en rus, Эльда́р Алекса́ндрович Ряза́нов) (Samara, 18 de novembre de 1927 – Moscou, 30 de novembre de 2015) fou un director de cinema, guionista, actor, poeta, dramaturg, presentador de televisió, professor i productor soviètic i rus. Les seves comèdies populars, satiritzant la vida diària de la Unió Soviètica i Rússia, són celebrades per tots els Estats postsoviètics.

## Biografia
Infància
Va néixer a Samara a una família de representants de comerç que treballaven a Teheran. Els seus pares eren Aleksandr Semiónovitx Riazànov i Sófia Mikhàilovna Riazànova (Xústerman).
Aviat la família es va traslladar a Moscou, on el seu pare va treballar com a cap del departament del comerç del vi. El 1930, els seus pares es van separar, i el futur director de cinema va ser criat des de set anys per la seva mare i pel seu padrastre, l'enginyer Lev Mikhàilovitx Kopp, un vidu que va tractar a Eldar com el seu propi fill.
Des de petit, l'apassionava la literatura, volia ser escriptor i somiava viatjar. Després de graduar-se de l'escola, fins i tot va enviar una sol·licitud d'admissió al Col·legi Naval d'Odessa.
Premis i obres
Va ser nomenat Artista del Poble de l'URSS el 1984, i va rebre el Premi Estatal el 1977. Va guanyar el Premi Nika per Millor Director el 1991 per la pel·lícula El cel promès.
Entre les seves pel·lícules, les més famoses són La nit de Carnaval (1955), La balada d'un hússar (1962), Compte amb el cotxe (1966), La Ironia del Destí (1975), Idil·li d'oficina (1977), El garatge (1979), i Una romança cruel (1984). El seu gènere principal va ser la tragicomèdia.
L'asteroide 4258 Ryazanov porta el seu nom.

## Salut i mort
Riazànov va patir un accident vascular cerebral el novembre de 2014. Va ser ingressat en un hospital de Moscou el 21 de novembre de 2015, a causa de la falta d'alè. Va morir prop de mitjanit el 30 de novembre de 2015, del cor i insuficiència pulmonar, a l'edat de 88 anys.

## Filmografia
- 2007 La Ironia del Destí. Continuació (Irónia sudbí. Prodoljénie [Ирония судьбы. Продолжение]) – Actor (Cameo)
- 2006 Andersen. Una vida sense amor (Àndersen. Jizn bez liubví [Андерсен. Жизнь без любви]) – Director / guionista (amb I. Kvirikadze) / productor / actor
- 2006 La nit de Carnaval 2, o 50 anys després (Karnavàlnaia notx 2, ili 50 let spustià [Карнавальная ночь 2, или 50 лет спустя]) (televisió) – Actor (Cameo)
- 2003 La clau del dormitori (Kliutx ot spalni [Ключ от спальни]) – Director / guionista
- 2000 Aigües quietes (Tíkhie ómuti [Тихие омуты]) – Director
- 2000 Les velles rosses (Stàrie kliatxi [Старые клячи]) – Director / Actor: Jutge
- 1996 Hola, ximplets! (Privet, duralei [Привет, дуралеи!]) – Director
- 1993 La predicció (Predskazànie [Предсказание]) – Director / guionista / Autor d'Història Curta
- 1991 El cel promès (Nebessà obetovànnie [Небеса обетованные]) – Director / Actor: Comensal
- 1988 Estimada Ielena Serguéievna (Dorogaia Ielena Serguéievna [Дорогая Елена Сергеевна]) Director / Actor: Veí
- 1987 Una melodia oblidada per a flauta (Zabítaia melódia dlia fleiti [Забытая мелодия для флейты]) – Director / guionista
- 1984 Una romança cruel (Jestoki romans [Жестокий романс]) – Director / guionista
- 1982 Estació per a dos (Vokzal dlia dvoïkh [Вокзал для двоих]) – Història (amb Emil Braguinski) / director / guionista / actor: Supervisor de ferrocarril
- 1981 Digueu una paraula pel pobre hússar (O bédnom gussare zamólvite slovo [О бедном гусаре замолвите слово]) – Director / guionista
- 1979 El garatge (Garaj [Гараж]) – Director / guionista / actor: Home dormint
- 1977 Idil·li d'oficina (Slujebni roman [Служебный роман]) – Director / guionista
- 1975 La Ironia del Destí, o Que li senti bé el bany! (Irónia sudbí, ili S liógkim pàrom! [Ирония судьбы, или С легким паром!]) – Director / guionista / actor: Passatger d'avió
- 1974 Les increïbles aventures dels italians a Rússia (Neveroiàtnie prikliutxénia italiàntsev v Rossii [Невероятные приключения итальянцев в России]) Director (amb Franco Prosperi)
- 1971 Els lladres vells (Starikí-razbóiniki [Старики-разбойники]) – Director
- 1968 La ziga-zaga d'Èxit (Zigzag udatxi [Зигзаг удачи]) – Director
- 1966 Compte amb el cotxe (Bereguís avtomobília [Берегись автомобиля]) – Director / guionista
- 1965 Doneu-me el llibre de queixes (Daite jàlobnuiu knigu [Дайте жалобную книгу]) – Director / actor: Redactor en cap
- 1962 La balada d'un hússar (Gussàrskaia bal·lada [Гусарская баллада]) – Director
- 1961 L'home d'enlloc (Txelovek niotkuda [Человек ниоткуда]) – Director
- 1961 Com es va crear el Robinson (Kak sozdavàlsia Robinzon [Как создавался Робинзон]) – Director
- 1957 Una noia sense adreça (Dévuixka bez àdressa [Девушка без адреса]) – Director
- 1956 La nit de Carnaval (Karnavàlnaia notx [Карнавальная ночь]) – Director
- 1955 Les veus de primavera (Vessénnie golossà [Весенние голоса]), documental – Director segon
- 1954 L'illa de Sakhalin (Óstrov Sakhalín [Остров Сахалин]), documental – Director
- 1953 A prop de Krasnodar (Nedalekó ot Krasnodara [Недалеко от Краснодара]), documental – Director
- 1953 Els teus llibres (Tvoï knijki [Твои книжки]), documental – Director (en co-operació amb Z. Fominà)
- 1952 El campionat del món d'escacs (Na pérvenstvo mira po xàkhmatam [На первенство мира по шахматам]), documental - Director
- 1951 El carril d'Octubre (Doroga ímeni Oktiabrà [Дорога имени Октября]), documental – Director (en co-operació amb L. Dérbixeva)
- 1950 Estan estudiant a Moscou (Oní útxatsia v Moskvé [Они учатся в Москве]), documental – Autor (en co-operació amb Z. Fominà) - Director

## Honors i premis
- Orde "al Mèrit de la Pàtria":
  - 2a classe (3 juliol 2008) – per contribució excepcional al desenvolupament de cinema nacional i molts anys d'activitat creativa.[4]
  - 3a classe (20 juny 1996) – per serveis a l'estat, una contribució excepcional al desenvolupament de cultura i cinema nacional.[5]
- Orde de la Bandera Roja del Treball, dues vegades (1969, 1977)
- Orde de l'Amistat dels Pobles (1987)
- Orde de la "Clau d'Amistat" (óblast de Kémerovo, 2007).[6]
- Comandant de l'Orde de les Arts i les Lletres (França)
- Comandant de l'Orde d'Honor (Geòrgia) (2008)
- Artista del Poble de la RSFSR (1974)
- Artista del Poble de l'URSS (1984)
- Premi Estatal de l'URSS (1977) (per la pel·lícula La Ironia del Destí)
- Premi estatal de la RSFSR Els germans Vassíliev (1979) (per la pel·lícula Idil·li d'oficina)
- Guanyador del Festival de cinema d'Unió - "Primer Premi entre les comèdies" el 1958
- Guanyador del Festival de cinema d'Unió - “Premi a la millor direcció”, per la pel·lícula Estació per a dos el 1983
- Nika Premis:
  - Al millor director per la pel·lícula El cel promès (1991)
  - A la millor pel·lícula de ficció El cel promès (1991)
  - Nominació d'"Honor i dignitat" (2006)
- Guanyador del Premi d'Art Tsàrskoie Seló (2005)